# Метцдорф, Густав
Иоганн Густав Метцдорф (нем. Johann Gustav Metzdorff, в России Густав Иванович Мецдорф; 16 мая 1822, Велау, Восточная Пруссия, ныне Знаменск (Калининградская область) — 4 мая 1884, Санкт-Петербург) — немецкий валторнист и трубач.
Сын военного музыканта. Начал собственную карьеру как дирижёр военного оркестра в 4-м прусском пехотном полку в Данциге. Затем отправился в Российскую империю и в 1847—1850 гг. служил дирижёром в военном оркестре в Харькове. Оттуда был приглашён в Санкт-Петербург и в 1850—1868 гг. был первым валторнистом Итальянской оперы. В то же время играл и на корнете и считается (наряду с Теодором Рихтером и Вильгельмом Вурмом) одним из трёх крупнейших немецких трубачей, работавших в России. После основания Санкт-Петербургской консерватории в 1861 г. стал в ней первым профессором медных духовых инструментов. В 1868 г. перебрался в Брауншвейг.
Автор пьес и переложений для своего инструмента. Вариации для трубы и фортепиано опубликованы в 1936 г. в Ленинграде А. Б. Гордоном.
Сын — композитор и дирижёр Рихард Метцдорф. Дочь — певица Элизабет Метцдорф (в замужестве Матцка, нем. Matzka), певшая на сценах Лейпцига, Берлина и Варшавы (Давид Поппер посвятил ей вокальный цикл «Пять песен», 1865). Брат — виолончелист Герман Метцдорф (нем. Hermann Metzdorff; 1824, Велау — 1873, Дрезден), учился в Берлине у Юлиуса Шталькнехта, играл в оркестре Кёнигштедтского театра, затем последовал за своим братом в Санкт-Петербург, солист оркестра Итальянской оперы, в 1864 г. вернулся в Германию. Его падчерица и ученица Аделина Метцдорф, виолончелистка, после его смерти училась у Карла Давыдова и Генриха Грюнфельда, дебютировала в 1877 г. в Риге и концертировала вплоть до 1903 г.